# Капо Комино (Нуоро)
Капо Комино је насеље у Италији у округу Нуоро, региону Сардинија.
Према процени из 2011. у насељу је живело 270 становника. Насеље се налази на надморској висини од 20 м.